# Ossip Gabrilowitsch

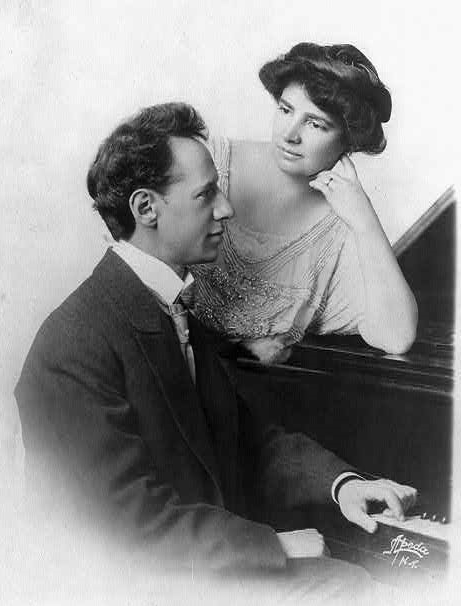
Ossip Gabrilowitsch con su esposa Clara Clemens

Ossip Salomonovich Gabrilowitsch (Осип Сoломонович Габрилович, Osip Solomonovich Gabrilovich; usó la transliteración alemana Gabrilowitsch en Occidente) (7 de febrero de 1878-14 de septiembre de 1936) fue un pianista, director de orquesta y compositor estadounidense nacido en Rusia.

## Biografía
Ossip Gabrilowitsch nació en una familia judía en San Petersburgo. Sus padres fueron Salomon Gabrilowitsch y Rose Segall. 
Estudió piano y composición en el Conservatorio de San Petersburgo, con Anton Rubinstein, Anatoli Liádov, Aleksandr Glazunov y Nikolái Médtner, entre otros. Después de graduarse en 1894, pasó dos años estudiando piano con Theodor Leschetizki en Viena.
En julio de 1905 grabó diez piezas para piano Welte-Mignon, siendo uno de los primeros pianistas en hacerlo. Entre 1915 y 1927, grabó numerosos rollos de reproducción en pianos mecánicos, al menos quince rollos para modelos Duo-Art y cinco para modelos Ampico.
El 6 de octubre de 1909 se casó con la hija de Mark Twain, Clara Clemens, cantante que actuó con él en un recital. El 18 de agosto de 1910, nació su única hija, Nina, en la casa de Mark Twain en Redding (Connecticut). Nina, la última descendiente lineal conocida de Mark Twain, murió el 16 de enero de 1966 en un hotel en Los Ángeles. Había sido una gran bebedora y se encontraron pastillas y botellas de alcohol en su habitación. Su muerte fue declarada un suicidio.
De 1910 a 1914, fue director del Munich Konzertverein (más tarde conocida como la Orquesta Filarmónica de Múnich). Al estallar la Primera Guerra Mundial, fue arrestado como enemigo nacional. Gracias a la intervención del nuncio en Baviera, el arzobispo Eugenio Pacelli (luego papa Pío XII), Gabrilowitsch fue liberado de la cárcel y se dirigió a los Estados Unidos vía Zúrich en agosto de 1914.
Se instaló en Estados Unidos y le ofrecieron el puesto de director de la Orquesta Sinfónica de Boston. Al declinar la oferta, recomendó a la junta de Boston nombre al recién llegado Serguéi Rajmáninov. En 1918 fue nombrado director fundador de la Orquesta Sinfónica de Detroit, manteniendo aún su vida como concertista de piano. Antes de aceptar el puesto de director, exigió que se construyera un nuevo auditorio, siendo el impulso para la construcción del Orchestra Hall.
Gabrilowitsch compuso algunas obras, principalmente piezas cortas para piano para su propio uso. Fue patrocinador nacional de Delta Omicron, una fraternidad internacional de música profesional.
Murió de cáncer de estómago el 14 de septiembre de 1936 en Detroit, Míchigan . Está enterrado en la parcela Langdon del cementerio Woodlawn en Elmira, Nueva York .